# 하남시청 핸드볼단
하남 시청 HC(Hanam City Government Handball Club)는 대한민국 경기도 하남시에 있는 핸드볼 선수단이다. 하남시청이 운영하는 남자 세미프로 핸드볼단이며, 2018년에 창단되었다.

## 참고 문헌
- “스포츠지원포털 등록 현황”. 대한체육회.